# Lijst van voetbalinterlands Oezbekistan - Tadzjikistan
Deze lijst van voetbalinterlands is een overzicht van alle officiële voetbalwedstrijden tussen de nationale teams van Oezbekistan en Tadzjikistan. De landen speelden tot op heden negen keer tegen elkaar. De eerste ontmoeting, een vriendschappelijke wedstrijd, werd gespeeld in Tasjkent op 17 april 1994. Het laatste duel, een groepswedstrijd tijdens de Centraal-Azië Cup 2023, vond plaats op 17 juni 2023 in de Oezbeekse hoofdstad.

## Wedstrijden
| № | Plaats       | Datum             | Competitie                 | Wedstrijd                  | Uitslag |
| - | ------------ | ----------------- | -------------------------- | -------------------------- | ------- |
| 1 | Tasjkent     | 17 april 1994     | Vriendschappelijk          | Oezbekistan – Tadzjikistan | 1 – 1   |
| 2 | Doesjanbe    | 8 mei 1996        | Azië Cup 1996 kwalificatie | Tadzjikistan – Oezbekistan | 4 – 0   |
| 3 | Tasjkent     | 19 juni 1996      | Azië Cup 1996 kwalificatie | Oezbekistan – Tadzjikistan | 5 – 0   |
| 4 | Tasjkent     | 10 november 2003  | Azië Cup 2004 kwalificatie | Oezbekistan – Tadzjikistan | 0 – 0   |
| 5 | Bangkok      | 17 november 2003  | Azië Cup 2004 kwalificatie | Tadzjikistan – Oezbekistan | 1 – 4   |
| 6 | Toersoenzoda | 21 september 2011 | WK 2014 kwalificatie       | Tadzjikistan – Oezbekistan | 0 – 1   |
| 7 | Tasjkent     | 15 november 2011  | WK 2014 kwalificatie       | Oezbekistan – Tadzjikistan | 3 – 0   |
| 8 | Tasjkent     | 3 september 2020  | Vriendschappelijk          | Oezbekistan − Tadzjikistan | 2 − 1   |
| 9 | Tasjkent     | 17 juni 2023      | Centraal-Azië Cup 2023     | Oezbekistan − Tadzjikistan | 5 − 1   |

## Samenvatting
| Competitie            | Totaal gespeeld | Winst Oezbekistan | Gelijk | Winst Tadzjikistan | Doelsaldo Oezbekistan – Tadzjikistan |
| --------------------- | --------------- | ----------------- | ------ | ------------------ | ------------------------------------ |
| WK-kwalificatie       | 2               | 2                 | 0      | 0                  | 4 − 0                                |
| Azië Cup-kwalificatie | 4               | 2                 | 1      | 1                  | 9 − 5                                |
| Centraal-Azië Cup     | 1               | 1                 | 0      | 0                  | 5 − 1                                |
| Vriendschappelijk     | 2               | 1                 | 1      | 0                  | 3 − 2                                |
| Totaal                | 9               | 6                 | 2      | 1                  | 21 − 8                               |

UFF · A-internationals · Bondscoaches · Statistieken · Oezbeeks vrouwenelftal · Olympisch elftal · Oezbekistan U21 · Oezbekistan U20 · Oezbekistan U19 · Oezbekistan U18 · Oezbekistan U17
1990 – 1999 ·
2000 – 2009 ·
2010 – 2019 ·
2020 – 2029 ·
1994 · 
1995 · 
1996 · 
1997 · 
1998 · 
1999 · 
2000 · 
2001 · 
2002 · 
2003 · 
2004 · 
2005 · 
2006 · 
2007 · 
2008 · 
2009 · 
2010 · 
2011 · 
2012 · 
2013 · 
2014 ·
2015 ·
2016 ·
2017 ·
2018 ·
2019 ·
2020 ·
2021 ·
2022 ·
2023
Albanië ·
Armenië ·
Australië ·
Azerbeidzjan ·
Bahrein ·
Bangladesh ·
Bolivia ·
Bosnië en Herzegovina ·
Burkina Faso ·
Cambodja ·
Canada ·
China ·
Costa Rica ·
Estland ·
Filipijnen ·
Georgië ·
Hongkong ·
India ·
Indonesië ·
Irak ·
Iran ·
Israël ·
Japan ·
Jemen ·
Jordanië ·
Kameroen ·
Kazachstan ·
Kirgizië ·
Koeweit ·
Letland ·
Libanon ·
Malediven ·
Maleisië ·
Marokko ·
Mexico ·
Mongolië ·
Montenegro ·
Nieuw-Zeeland ·
Nigeria ·
Noord-Korea ·
Oeganda ·
Oekraïne ·
Oman ·
Palestina ·
Qatar ·
Rusland ·
Saoedi-Arabië ·
Senegal ·
Singapore ·
Slowakije ·
Sri Lanka ·
Syrië ·
Tadzjikistan ·
Taiwan ·
Thailand ·
Turkije ·
Turkmenistan ·
Uruguay ·
Venezuela ·
Verenigde Arabische Emiraten ·
Verenigde Staten ·
Vietnam ·
Wit-Rusland ·
Zuid-Korea ·
Zuid-Soedan ·
Zweden
TFF · A-internationals · Tadzjieks vrouwenelftal
1994 – 1999 ·
2000 – 2009 ·
2010 – 2019 ·
2020 − 2029
Afghanistan ·
Australië ·
Azerbeidzjan ·
Bahrein ·
Bangladesh ·
Bhutan ·
Brunei ·
Cambodja ·
China ·
Estland ·
Filipijnen ·
Guam ·
Hongkong ·
India ·
Irak ·
Iran ·
Japan ·
Jemen ·
Jordanië ·
Kazachstan ·
Kirgizië ·
Koeweit ·
Libanon ·
Macau ·
Malediven ·
Maleisië ·
Mongolië ·
Myanmar ·
Nepal ·
Noord-Korea ·
Oeganda ·
Oezbekistan ·
Oman ·
Pakistan ·
Palestina ·
Qatar ·
Rusland ·
Saoedi-Arabië ·
Singapore ·
Sri Lanka ·
Syrië ·
Thailand ·
Trinidad en Tobago ·
Turkmenistan ·
Verenigde Arabische Emiraten ·
Vietnam ·
Wit-Rusland ·
Zuid-Korea